# Baloi (Sprache)
Baloi (auch Baato Baloi, Boloi, Loi oder Rebu) ist eine Bantusprache, die von circa 20.000 Menschen (Zensus 2002) in der Demokratischen Republik Kongo gesprochen wird. Sie ist in der Provinz Équateur um die Stadt Bomongo verbreitet.

## Klassifikation
Baloi ist eine Nordwest-Bantusprache und gehört zur Bangi-Ntomba-Gruppe, die als Guthrie-Zone C40 klassifiziert wird. Innerhalb der Sprachgruppe wird sie neben den Sprachen Libinza, Likila, und Ndobo zu den Ngiri-Sprachen gezählt.
Sie hat die Dialekte Dzamba (Jamba), Loi, Makutu und Mampoko. Baloi ist den Sprachen Likila und Ndobo ähnlich.